# На корабле утро
«На корабле утро» — четвёртый роман Александра Зорича по миру Сферы Великорасы, открывающий второй, после трилогии «Завтра война», цикл романов — «На корабле». В отличие от первых книг по миру, в «На корабле утро» автор повествует не о пилотах военно-космических сил России, а о десантниках подразделений особого назначения. Действие романа происходит во второй половине 2622 года, после победы над Конкордией, хронологически продолжая события первой трилогии и игры «Завтра война» и показывая с иного ракурса сюжет аддона «Фактор К».

## Сюжет
Россия 27 века — могучая космическая сверхдержава, ведущая за собой к звёздам как никогда сплочённые Объединённые Нации. Только что капитулировал главный враг землян — теократическая Великая Конкордия, и закончилась самая кровопролитная война за последние две сотни лет. Лишь на дальних границах по-прежнему пытаются оказывать сопротивление конкордианские ренегаты, не признающие поражение. Но вот уже вновь сгущаются тучи, и оккупированная землянами система Макран берётся в блокаду флотом чоругов и ягну. А это значит, что боевым друзьям из 92-й отдельной роты осназ вновь придётся рисковать жизнями ради победы, имея кроме своего опыта и мужества лишь надежду на помощь извне.

## Награды
Литературно-практическая конференция «Басткон IX» — 2 место «Чаша Бастиона» (январь 2009 г.)

## Аудиокнига
Роман издан в виде аудиокниги на двух CD и находится в продаже с 2008 года. Как и аудиоверсия романа «Время — московское!», «На корабле утро» не имеет никаких сокращений. Текст читает Николай Савицкий, время звучания: 16:59:54.

## Издания
АСТ Москва, 2008 г. — 416 с. — «На корабле утро» (Звездный лабиринт), тираж: 15000 экз., формат: 84x108/32 твёрдая обложка (ISBN 978-5-17-050767-2, ISBN 978-5-9713-8487-8)

АСТ Москва, 2008 г. — 416 с. — «На корабле утро» (Боевая фантастика), тираж: 10000 экз., формат: 84x108/32 твёрдая обложка (ISBN 978-5-17-053646-7, ISBN 978-5-9713-8486-1)

### Материалы о книге
лингвистический анализ

страница книги на сайте Зорича

«На корабле утро» в электронном варианте

### Рецензии
В.Березин Побудка. Звездные войны — все довольны!

Петр Тюленев Александр Зорич «На Корабле Утро»